# Stuart Fails to Save the Universe
Stuart Fails to Save the Universe je nadolazeća američka humoristična serija (popularno sitcom) autora Chuck Lorreja. Serija će biti četvrta serija u franšizi Teorije velikog praska i druga izravna spin-off serija.
Premijera serije bit će na platformi HBO Max.

## Glumačka postava
- Kevin Sussman kao Stuart
- Brian Posehn kao Bert Kibbler
- Lauren Lapkus kao Denise
- John Ross Bowie kao Barry Kripke

## Produkcija
U travnju 2023. objavljeno je da u razvoju novi spin-off izvorne serije Teorije velikog praska, tada još bez naslova, u ranoj fazi razvoja na platformi Max, a kreirao ju je Chuck Lorre, suautor i izvršni producent originalne serije.
Serija je najavljena na prezentaciji Warner Bros. Discoveryja 2023. godine, a predstavio ju je Casey Bloys, predsjednik i izvršni direktor HBO-a i Maxa. U najavi nisu otkriveni detalji radnje ni koji će likovi biti u fokusu, ali je rečeno da će serija imati novu glumačku postavu, dok će bivši glumci iz izvorne serije gostovati u epizodama.
U listopadu 2024. potvrđeno je da će se spin-off fokusirati na liku Stuarta Blooma, vlasnika trgovine stripovima „Comic Center“ koja se pojavljuje u izvornoj seriji. Također je objavljeno da su Kevin Sussman, Brian Posehn i Lauren Lapkus potpisali ugovore s produkcijskom kućom Warner Bros. Television.
U veljači 2025. objavljeno je da će se John Ross Bowie vratiti u ulozi Barryja Kripkea, uz potpisan ugovor s Warner Bros. Television.
Dana 19. ožujka 2025. otkriven je službeni naslov serije: „Stuart Fails to Save the Universe“.

## Vanjske poveznice
- Stuart Fails to Save the Universe u internetskoj bazi filmova IMDb-a